# Oga

Oga (男鹿市 Oga-shi?) este un municipiu din Japonia, prefectura Akita.